# Zelene biljke
Zelene biljke (lat. Viridiplantae), biljno podcarstvo koje obuhvaća zelene alge (Chlorophyta) i streptofite (Streptophyta). Novo koljeno Prasinodermatophyta pridodano je 2020. godine.
Zelene biljke s podcarstvom Biliphyta koje obuhvaća crvene alge (Rhodophyta), podcarstvom Glaucoplantae (pripadaju joj glaukofite; Glaucophyta) i vaskularnim biljkama (Tracheophyta) čine biljno carstvo Plantae.

## Podjela
1. Infraregnum Chlorophyta Cavalier-Smith 1993.[1]
  1. Chlorophyta Reichenbach, 1834 (6 732 )
2. Infraregnum Streptophyta Cavalier-Smith in Lewin, 1993[1]
  1. Charophyta Migula, 1889, (4 912)
3. Divisio Prasinodermatophyta B.Marin & M.Melkonian in Li & al., 2020 (10)